# Bangsa Negara
Bangsa Negara is een bestuurslaag in het regentschap Ogan Komering Ulu van de provincie Zuid-Sumatra, Indonesië. Bangsa Negara telt 1782 inwoners (volkstelling 2010).